# George Chaponda

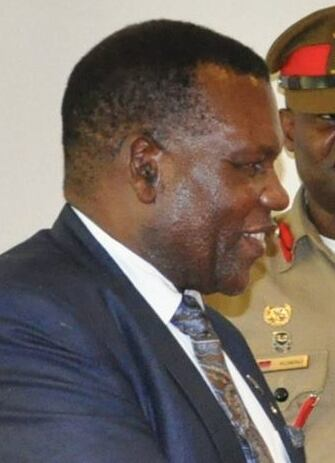
George Chaponda, 2016

George Thapatula Chaponda (* 1. November 1942 in Mendulo) ist ein malawischer Politiker und Außenminister seines Landes seit dem 19. Juni 2014. Er hatte den Posten bereits 2004/2005 inne.
Chaponda studierte in Indien an der Universität Delhi, wo er in Geschichte und Politikwissenschaften abschloss. An der Universität von Sambia folgte von 1976 an ein dreijähriges Jura-Studium, das er vier Jahre lang an der Yale University vervollkommnete. Zwischen 1984 und 2002 arbeitete Chaponda als Rechtsanwalt für das Flüchtlingsbüro der Vereinten Nationen, wobei er Zeiten in Somalia, Kenia, Thailand, Bangladesch, der Schweiz, Österreich, Polen und Äthiopien verbrachte.
2004 wurde Chaponda erstmals in das malawische Parlament gewählt, wo er den Distrikt Mulanje South West vertrat. Bereits im Juni dieses Jahres wurde er vom neugewählten Präsidenten Bingu wa Mutharika als Außenminister berufen, welche Position er bis 2005 innehatte. Es folgte die Zuständigkeit für Lokalregierungen und Landentwicklung. Im Mai 2009 wurde er nach Neuwahlen zum Erziehungsminister ernannt; 2010 folgte der Wechsel ins Ressort für Justiz und Verfassungsfragen.